# Roberto Patrignani
Roberto Patrignani (Firenze, 21 novembre 1935 – Milano, 22 gennaio 2008) è stato un pilota motociclistico, giornalista e scrittore italiano.

## Carriera
Nato a Firenze si trasferì con la famiglia a Milano, poi sfollata a Mandello del Lario nel 1944, dopo che i bombardamenti aerei alleati avevano distrutto la casa milanese di via Canova.
La vicinanza alla fabbrica della Moto Guzzi ed alle attività stradali di collaudo dei modelli lo fanno appassionare alla moto, cui dedicherà tutta la vita. Giovanissimo, inizia contemporaneamente la duplice carriera di pilota e giornalista, nell'ambito motociclistico.
Nonostante i risultati sportivi siano tutt'altro che trascurabili, Patrignani è divenuto celebre come giornalista, principalmente lavorando nella redazione di Motociclismo e, poi, in decine di altre testate del settore.
La sua profonda competenza tecnica e la notevole sensibilità di guida, lo fecero apprezzare particolarmente come tester, ruolo che svolse per conto di varie riviste specialistiche e nel quale fu anche ricercato da molte case motociclistiche per collaudare o valutare i prototipi e modelli pre-serie.
Negli anni cinquanta e sessanta prese parte a varie competizioni del Campionato Italiano Velocità, del Motomondiale, oltre a due Milano-Taranto, due motogiri e due Tourist Trophy. La sua unica vittoria fu ottenuta al circuito internazionale di Bourg-en-Bresse nel 1963, con una Moto Morini 250.
Nel novembre 1963 fu tra i sei piloti convocati dalla Garelli per il tentativo del record mondiale di velocità sulle 24 ore per la classe 50 cm³, conquistato alla media di 108.834 km/h sull'anello di alta velocità del circuito di Monza. Qualche anno più tardi, nel 1969, fu tra i piloti chiamati da Lino Tonti a battere il record di velocità, sempre sulla pista di Monza, con il prototipo "V7" della Moto Guzzi.
In occasione delle Olimpiadi 1964 compie il raid Milano-Tokyo a bordo di una Vespa 150. Anche a causa del successo incontrato dal libro in cui raccontò il viaggio, rimane la sua impresa in solitaria più conosciuta, ma non meno pericolosa fu la traversata africana, da Città del Capo ad Asmara, compiuta nel 1966 con un Moto Guzzi Dingo 50, e il coast to coast negli Stati Uniti, da Charleston a Los Angeles, portato a termine nel 1980, in sella a un ciclomotore Garelli Noi con variatore automatico. Per la Casa lombarda Patrignani fu, tra gli anni settanta e gli anni ottanta, responsabile delle pubbliche relazioni e Direttore Sportivo.
Intensa fu la su attività di scrittore, spesso trattando, competizioni, tecnica e imprese motociclistiche, ma anche delle sensazioni vissute durante le sue esperienze di viaggio.
(Roberto Patrignani, da Il Guzzino che non ebbi, Motociclismo d'Epoca, gennaio 1996, pag. 47)

## Risultati nel motomondiale

### Classe 125
| 1959 | Classe | Moto   |    |  |  |  |  |  |  |    |  |  |  |  |  | Punti | Pos. |
| ---- | ------ | ------ | -- |  |  |  |  |  |  | -- |  |  |  |  |  | ----- | ---- |
| 1959 | 125    | Ducati | NE |  |  |  |  |  |  | 12 |  |  |  |  |  | 0     |      |

| 1960 | Classe | Moto   |    |    |  |  |    |  |    |  |  |  |  |  |  | Punti | Pos. |
| ---- | ------ | ------ | -- | -- |  |  | -- |  | -- |  |  |  |  |  |  | ----- | ---- |
| 1960 | 125    | Ducati | NE | 17 |  |  | NE |  | 16 |  |  |  |  |  |  | 0     |      |

| 1961 | Classe | Moto   |  |    |  |  |  |  |  |  |    |  |  |  |  | Punti | Pos. |
| ---- | ------ | ------ |  | -- |  |  |  |  |  |  | -- |  |  |  |  | ----- | ---- |
| 1961 | 125    | Ducati |  | 17 |  |  |  |  |  |  | 15 |  |  |  |  | 0     |      |

| Legenda | 1º posto        | 2º posto            | 3º posto            | A punti      | Senza punti        | Grassetto – Pole position Corsivo – Giro più veloce |
| Legenda | Gara non valida | Non qual./Non part. | Ritirato/Non class. | Squalificato | '-' Dato non disp. | Grassetto – Pole position Corsivo – Giro più veloce |

### Classe 250
| 1961 | Classe | Moto        |  |  |  |  |  |  |  |  |    |  |  |  |  | Punti | Pos. |
| ---- | ------ | ----------- |  |  |  |  |  |  |  |  | -- |  |  |  |  | ----- | ---- |
| 1961 | 250    | Moto Morini |  |  |  |  |  |  |  |  | 12 |  |  |  |  | 0     |      |

| 1962 | Classe | Moto        |  |  |  |    |  |  |  |  |  |    |  |  |  | Punti | Pos. |
| ---- | ------ | ----------- |  |  |  | -- |  |  |  |  |  | -- |  |  |  | ----- | ---- |
| 1962 | 250    | Moto Morini |  |  |  | 10 |  |  |  |  |  | NE |  |  |  | 0     |      |

| 1963 | Classe | Moto        |  |  |    |  |  |  |  |  |    |     |  |  |  | Punti | Pos. |
| ---- | ------ | ----------- |  |  | -- |  |  |  |  |  | -- | --- |  |  |  | ----- | ---- |
| 1963 | 250    | Moto Morini |  |  | NE |  |  |  |  |  | NE | Rit |  |  |  | 0     |      |

| 1964 | Classe | Moto      |  |    |     |  |  |  |  |  |  |    |  |  |  | Punti | Pos. |
| ---- | ------ | --------- |  | -- | --- |  |  |  |  |  |  | -- |  |  |  | ----- | ---- |
| 1964 | 250    | Aermacchi |  | 11 | Rit |  |  |  |  |  |  | NE |  |  |  | 0     |      |

| 1965 | Classe | Moto   |    |  |  |  |  |  |  |  |  |  |  |  |  | Punti | Pos. |
| ---- | ------ | ------ | -- |  |  |  |  |  |  |  |  |  |  |  |  | ----- | ---- |
| 1965 | 250    | Ducati | 10 |  |  |  |  |  |  |  |  |  |  |  |  | 0     |      |

| 1966 | Classe | Moto      |  |  |  |  |  |  |  |  |  |  |     |  |  | Punti | Pos. |
| ---- | ------ | --------- |  |  |  |  |  |  |  |  |  |  | --- |  |  | ----- | ---- |
| 1966 | 250    | Aermacchi |  |  |  |  |  |  |  |  |  |  | Rit |  |  | 0     |      |

| Legenda | 1º posto        | 2º posto            | 3º posto            | A punti      | Senza punti        | Grassetto – Pole position Corsivo – Giro più veloce |
| Legenda | Gara non valida | Non qual./Non part. | Ritirato/Non class. | Squalificato | '-' Dato non disp. | Grassetto – Pole position Corsivo – Giro più veloce |

### Classe 350
| 1965 | Classe | Moto      |    |  |    |    |  |  |    |  |  |  |  |     |  | Punti | Pos. |
| ---- | ------ | --------- | -- |  | -- | -- |  |  | -- |  |  |  |  | --- |  | ----- | ---- |
| 1965 | 350    | Aermacchi | NE |  | NE | NE |  |  | NE |  |  |  |  | Rit |  | 0     |      |

| 1967 | Classe | Moto      |    |  |    |  |  |    |  |  |    |  |   |    |  | Punti | Pos. |
| ---- | ------ | --------- | -- |  | -- |  |  | -- |  |  | -- |  | - | -- |  | ----- | ---- |
| 1967 | 350    | Aermacchi | NE |  | NE |  |  | NE |  |  | NE |  | 9 | NE |  | 0     |      |

| 1968 | Classe | Moto      |  |    |  |  |    |  |  |    |  |    |  |  |  | Punti | Pos. |
| ---- | ------ | --------- |  | -- |  |  | -- |  |  | -- |  | -- |  |  |  | ----- | ---- |
| 1968 | 350    | Aermacchi |  | NE |  |  | NE |  |  | NE |  | 13 |  |  |  | 0     |      |

| Legenda | 1º posto        | 2º posto            | 3º posto            | A punti      | Senza punti        | Grassetto – Pole position Corsivo – Giro più veloce |
| Legenda | Gara non valida | Non qual./Non part. | Ritirato/Non class. | Squalificato | '-' Dato non disp. | Grassetto – Pole position Corsivo – Giro più veloce |

### Classe 500
| 1969 | Classe | Moto      |     |     |  |  |     |  |  |  |  |  |     |  |  | Punti | Pos. |
| ---- | ------ | --------- | --- | --- |  |  | --- |  |  |  |  |  | --- |  |  | ----- | ---- |
| 1969 | 500    | Aermacchi | Rit | Rit |  |  | Rit |  |  |  |  |  | Rit |  |  | 0     |      |

| Legenda | 1º posto        | 2º posto            | 3º posto            | A punti      | Senza punti        | Grassetto – Pole position Corsivo – Giro più veloce |
| Legenda | Gara non valida | Non qual./Non part. | Ritirato/Non class. | Squalificato | '-' Dato non disp. | Grassetto – Pole position Corsivo – Giro più veloce |

## Opere
- In vespa da Milano a Tokyo, Edisport, Milano, 1965
- La guida sportiva della moto, De Vecchi Editore, Milano, 1967 (con Giacomo Agostini)
- Motocicletas, Editorial Teide, Barcellona, 1970
- Feuerstühle international, Suedwest Verlag, Monaco di Baviera, 1971 (con Mario Colombo e Erwin Felkel)
- Petites et grosses motos, Grange Batelière, Parigi, 1971 (con Mario Colombo)
- Sport - en wedstrijdmotoren, Standaard, Amsterdam, 1971 (con Mario Colombo)
- Motorcycles; classics and thoroughbreds, Golden Press, New York, 1972 (con Mario Colombo)
- La conduite sportive de la moto, De Vecchi Editore, Milano, 1973 (con Giacomo Agostini e Jean Pollard)
- Motos tout terrain, Grange Batelière, Parigi, 1973 (con Carlo Perelli)
- Motorcycle competition: off-road riding and racing, Orbis Books, New York, 1974 (con Carlo Perelli)
- Motocross y trial: regularidad, speedway, motoalpinismo, Editorial Teide, Barcellona, 1974 (con Carlo Perelli)
- Motocycle composition: off-road riding and racing, Orbis Books, New York, 1974 (con Carlo Perelli)
- Come si diventa corridore motociclista, Edizioni Motopress, Mandello del Lario, 1977
- Torno subito (avventure in motocicletta), Edizioni Motopress, Mandello del Lario, 1983
- Le moto da corsa italiane, De Agostini, Novara, 1985 (con Brizio Pignacca)
- Ti porterò a Bray Hill, Giorgio Nada Editore, Vimodrone, 1989
- Moto MV Agusta, Giorgio Nada Editore, Vimodrone, 1991 (con Mario Colombo)
- Resti tra noi. Dialoghi sulla moto, Giorgio Nada Editore, Vimodrone, 1993
- Garelli 80 anni di storia, Giorgio Nada Editore, Vimodrone, 1999 (con Daniele Agrati)
- Pane e chilometri, Pitierre, Lecco, 2004